# Реальная белка
«Реальная белка» (англ. The Nut Job) — компьютерная анимационная комедия режиссёра Питера Лепениотиса. Совместное производство Канады, США и Южной Кореи. Фильм основан на короткометражных анимационных мультфильмах «Угрюмая Белка» (2005). Премьера состоялась 17 января 2014 года. В России премьера прошла 17 апреля 2014 года. Один из самых дорогих анимационных фильмов совместного производства в Южной Корее. Сиквел «Реальная белка 2» вышел в 2017 году.

## Сюжет
Злюк — белка, которую недолюбливает весь парк. В попытках обеспечить себе сытую зиму, он и его помощник — крысёнок Бадди — замечают возле парка тележку с орехами, которую и решают обокрасть. К их ограблению присоединяется команда от законопослушных зверей парка — рыжая белка Энди и серая Грейсон, и гениальный план Злюка идёт наперекосяк, оборачиваясь трагедией. Подожжённая тележка с орехами врезается в дуб, служивший зверям парка хранилищем их запасов на зиму. Енот — глава парка — решает изгнать Злюка в город. Все звери единодушно поддерживают его.
Во время своих скитаний по городу вместе с Бадди, не пожелавшим бросать своего лучшего друга, Злюк замечает магазин, где продаются орехи. Этих орехов хватило бы на всю его жизнь. Он решает украсть эти орехи, но Энди снова вмешивается в его планы. Если Злюк хочет заполучить орехи себе, ему придётся разделить их 50 на 50 со зверями парка. Он заключает с Энди договор. И, конечно же, магазин орехов — всего лишь прикрытие для шайки настоящих воров, задумавших ограбление банка. Подлый Енот тайком помогает тем мошенникам.

## В ролях
| Актёр             | Персонаж                           |
| ----------------- | ---------------------------------- |
| Уилл Арнетт       | Злюк                               |
| Брендан Фрейзер   | Грейсон                            |
| Лиам Нисон        | Енот                               |
| Кэтрин Хайгл      | Энди                               |
| Стивен Лэнг       | Перси (Кинг) Димплвид (босс мафии) |
| Майя Рудольф      | Зайка (мопс)                       |
| Джефф Данэм       | Крот                               |
| Габриэль Иглесиас | Джимми                             |
| Сара Гадон        | Лана                               |
| Джеймс Ранкин     | Фингерс                            |
| Скотт Яфе         | Лаки                               |
| Джо Пинг          | Джонни                             |
| Анник Обонсавин   | Джейми                             |
| Жюли Лемье        | девочка-разведчица                 |
| Роберт Тинклер    | Бадди Рэдлайн                      |
| Джеймс Ки         | крыса инкассатор                   |
| Скотт МакКорд     | полицейский эпизоды                |
| Кэти Гриффин      | голубь                             |

## Производство
Идея зародилась в короткометражном фильме 2005 года под названием «Surly Squirrel». Второй короткометражный фильм «Nuts & Robbers» был выпущен в качестве тизера к фильму.

## Критика
На агрегаторе рецензий Rotten Tomatoes рейтинг одобрения составляет 13% на основе 98 рецензий и средний балл 4 из 10.
Питер Дебрюге из Variety написал: «Реальная белка» не идет ни в какое сравнение с таким фильмом, как «Рататуй», который, несмотря на не совсем очаровательных грызунов, завоевал публику благодаря привлекательной озвучке и сценарию». Алонсо Дуральде из TheWrap написал: «Это просто пронзительный и безумный фильм, полный скучных персонажей и утомительных дурачеств».